# Вегеровка (Путивльский район)
Вегеровка (укр. Вегерівка) — село,
Вязенский сельский совет,
Путивльский район,
Сумская область,
Украина.
Код КОАТУУ — 5923882302. Население по переписи 2001 года составляло 10 человек .

## Географическое положение
Село Вегеровка находится на левом берегу реки Клевень,
выше по течению на расстоянии в 3 км расположено село Руднево,
ниже по течению на расстоянии в 1 км расположено село Котовка,
на противоположном берегу — село Роща.
Река в этом месте извилистая, образует лиманы, старицы и заболоченные озёра.
Рядом проходит автомобильная дорога Т-1908.